# Syd Barrett (album)
Az 1974 novemberében megjelent Syd Barrett Syd Barrett első két albumának (The Madcap Laughs és Barrett) új kiadása, hasonlóan a Pink Floyd A Nice Pair című albumához.
A Dark Side of the Moon váratlan sikere miatt az EMI kiadta az A Nice Pairt, ami a Pink Floyd első két albumát (The Piper at the Gates of Dawn és A Saucerful of Secrets) tartalmazta; így akarták népszerűsíteni korábbi munkáikat. Mivel az A Nice Pair az USA-ban jól fogyott – pedig az első két Pink Floyd-album nem aratott nagy sikert –, úgy gondolták, hogy Barrett dalaira is kíváncsiak. Nem is tévedtek akkorát.
Ennek eredményeképp a The Madcap Laughs/Barrett (ahogy az USA-ban nevezték) 163. lett. Ez Barrett egyetlen listás helyezése az USA-ban.

## Az album dalai
Minden dalt Syd Barrett írt, kivéve, ahol jelölve van.

### The Madcap Laughs
1. "Terrapin" – 5:01
2. "No Good Trying" – 3:21
3. "Love You" – 2:24
4. "No Man's Land" – 2:58
5. "Dark Globe" – 2:02
6. "Here I Go" – 3:21
7. "Octopus" – 3:43
8. "Golden Hair" (Syd Barrett – James Joyce) – 2:00
9. "Long Gone" – 2:46
10. "She Took a Long Cold Look" – 1:54
11. "Feel" – 2:36
12. "If It's in You" – 1:57
13. "Late Night" – 3:12

### Barrett
1. "Baby Lemonade" – 4:07
2. "Love Song" – 3:02
3. "Dominoes" – 4:02
4. "It is Obvious" – 2:55
5. "Rats" – 2:57
6. "Maisie" – 2:46
7. "Gigolo Aunt" – 5:42
8. "Waving My Arms in the Air" – 2:09
9. "I Never Lied to You" – 1:46
10. "Wined and Dined" – 2:54
11. "Wolfpack" – 3:41
12. "Effervescing Elephant" – 1:52